# Triprion petasatus
Triprion petasatus là một loài ếch thuộc họ Nhái bén.
Loài này có ở Belize, Guatemala, Honduras, và México.
Môi trường sống tự nhiên của chúng là rừng khô nhiệt đới hoặc cận nhiệt đới, xavan ẩm, đầm nước ngọt, đầm nước ngọt có nước theo mùa, vườn nông thôn, rừng trước đây suy thoái nghiêm trọng, ao nuôi trồng thủy sản, và kênh đào và mương rãnh.

## Hình ảnh

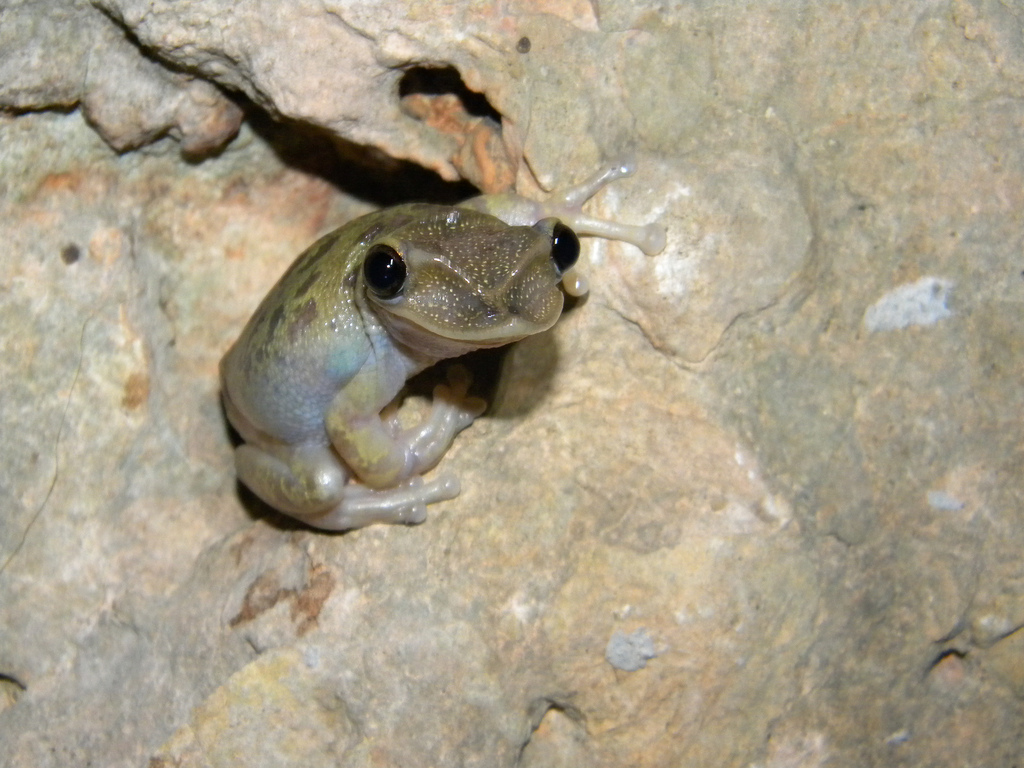